# Silver & Gold
Silver & Gold je dvacátéčtvrté studiové album kanadského hudebníka Neila Younga, vydané v dubnu 2000 u vydavatelství Reprise Records. Nahráno bylo v rozmezí srpna 1997 a května 1999 ve studiu Redwood Digital ve Woodside v Kalifornii. Jeho producentem byl Young spolu s Benem Keithem.

## Seznam skladeb
Autorem všech skladeb je Neil Young.
| Pořadí | Název                     | Délka |
| ------ | ------------------------- | ----- |
| 1.     | Good to See You           | 2:49  |
| 2.     | Silver & Gold             | 3:16  |
| 3.     | Daddy Went Walkin'        | 4:01  |
| 4.     | Buffalo Springfield Again | 3:23  |
| 5.     | The Great Divide          | 4:34  |
| 6.     | Horseshoe Man             | 4:00  |
| 7.     | Red Sun                   | 2:48  |
| 8.     | Distant Camera            | 4:07  |
| 9.     | Razor Love                | 6:31  |
| 10.    | Without Rings             | 3:41  |

## Obsazení
- Neil Young – kytara, klavír, harmonika, zpěv
- Ben Keith – pedálová steel kytara, zpěv
- Spooner Oldham – klavír, varhany
- Donald „Duck“ Dunn – baskytara
- Jim Keltner – bicí
- Oscar Butterworth – bicí
- Linda Ronstadt – zpěv
- Emmylou Harris – zpěv